# 70936 Камен
70936 Камен (70936 Kamen) — астероїд головного поясу, відкритий 28 листопада 1999 року.
Тіссеранів параметр щодо Юпітера — 3,333.
Назва на честь замку Kámen - стародавнього готичного замку у південній Богемії (Чехія)) недалеко від міста Пасов, що вперше згадується в чотирнадцятому столітті.